# Theodor Schmidt (Politiker, 1867)
Theodor Schmidt (* 16. September 1867 in Fessenheim; † 10. Februar 1942 in Augsburg) war ein deutscher evangelischer Theologe und Politiker.

## Leben
Als Sohn eines Pfarrers geboren, ging Schmidt auf die Lateinschule in Nördlingen und das Humanistische Gymnasium St. Anna in Augsburg. Er war Einjährig-Freiwilliger im Königlich Bayerischen 5. Infanterie-Regiment „Großherzog Ernst Ludwig von Hessen“ und studierte evangelische Theologie und Philologie in Erlangen und Leipzig. Während seines Studiums wurde er 1888 Mitglied der Burschenschaft der Bubenreuther Erlangen.
1892 ging er in den Dienst der Evangelischen Landeskirche und war von 1893 bis 1898 Inspektor am St.-Anna-Kolleg in Augsburg. 1897 wurde er zum Dr. phil. promoviert. 1898 wurde er Pfarrer in Untermagerbein, 1906 in Nördlingen. Von 1904 bis 1907 war er für die Liberale Vereinigung Bayerischer Landtagsabgeordneter für das Ries mit Wahlkreis Nördlingen. Am Ersten Weltkrieg nahm er von 1914 bis 1917 als Freiwilliger teil, so war er Feldgeistlicher bei der 1. Infanteriedivision in Frankreich und ab 1915 Divisionspfarrer bei der Bayerischen Kavallerie-Division in Russland, wo er an schweren Kämpfen in Libau, Wilna und Stochod teilnahm. 1917 wurde er Stadtpfarrer von Heilig Kreuz in Augsburg, 1921 Kapitelsenior und Vorsitzender der Gemeindekirchenverwaltung und des Kirchensteueramtes. 1923 wurde er Mitglied der Landessynode und des Synodalausschusses. 
Schmidt war auch viele Jahre als Religionslehrer am Augsburger Realgymnasium tätig. 1935 wurde er zum Kirchenrat ernannt und ging im selben Jahr in den Ruhestand.

## Ehrungen
- Eisernes Kreuz, 2. Klasse
- Bayerischer Militärverdienstorden, 4. Klasse mit Schwertern
- Landwehrdienstauszeichnung, 2. Klasse

## Veröffentlichungen
- Ambrosius, sein Werk De officiis libri III und die Stoa. Dissertation Universität Erlangen 1897. (Online)
- Crescentia Höß von Kaufbeuren. Nördlingen 1903.